# Karl Böhm
Karl Böhm (28 tháng 8 năm 1894 - 14 tháng 8 năm 1981) là vị nhạc trưởng người Áo. Ông được coi là một trong những vị nhạc trưởng vĩ đại nhất thế kỷ 20.

## Tiểu sử

### Thời thơ ấu và niên thiếu
Karl Böhm sinh ngày 28 tháng 8 năm 1894 tại Graz (Áo) trong một gia đình có cha làm luật sư và mẹ là nghệ sĩ piano. Cha ông là cố vấn luật cho nhà hát tại Graz nên quen biết rất nhiều nghệ sĩ và cũng rất yêu âm nhạc. Sống trong môi trường thuận lợi, từ nhỏ Bohm đã vô cùng say mê âm nhạc, nhưng cha ông kiên quyết bắt ông phải theo đuổi ngành luật. Bohm theo học piano và sáng tác với Eusebio Mandyczewski tại Viên trong khoảng thời gian học dự bị tại trường đại học.

### Trưởng thành

#### Thập niên 1920
Thể theo nguyện vọng của người cha, Böhm lấy bằng tiến sĩ luật vào năm 1919. Sự nghiệp âm nhạc của ông khởi đầu ngay tại thời điểm này, không phải với tư cách nghệ sĩ piano hay nhà soạn nhạc, mà là dưới vai trò một nhạc trưởng. Chỉ một ngày sau khi nhận học vị tiến sĩ luật, Bohm đã chỉ huy vở opera Der Fliegende Holländer (Người Hà Lan bay) của Richard Wagner tại Nhà hát Graz. Thành công đầu tiên đến với ông khá nhanh chóng, khi ông chỉ huy vở opera Lohengrin của Wagner. Buổi chỉ huy này đã thu hút sự chú ý của Karl Muck, một trong những nhạc trưởng danh tiếng nhất lúc đó, đang giữ vai trò nhạc trưởng chính của Bayreuth Festival và Boston Symphony Orchestra. Muck đã dạy rất nhiều cho Böhm về âm nhạc của Wagner. Những lời dạy dỗ đó là nền tảng cho phong cách dàn dựng các vở opera của Böhm sau này.
Vào năm 1921, Bohm chấp nhận lời mời của Bruno Walter làm trợ lý tại Bavarian State Opera ở Munich. Mối quan hệ giữa ông và Walter rất tốt. Cả hai giống nhau về cách tiếp cận rất nhiều bản nhạc. Cả hai có cùng niềm yêu thích đối với âm nhạc của Wolfgang Amadeus Mozart. Bruno Walter chỉ ở lại Munich đến năm 1922, khi Hans Knappertsbusch giành được vị trí giám đốc âm nhạc. Vốn là một người chỉ huy các tác phẩm của Wagner tài năng, nhưng Knappertsbusch khá bảo thủ, thậm chí có phần khắc nghiệt nên đã gây không ít khó khăn cho Böhm trong quá trình dàn dựng các vở opera mới. Tuy vậy, trong 6 năm tại Munich, Bohm đã chỉ huy tới 528 buổi diễn, trong đó có 73 vở opera, về sau này chính ông cũng thừa nhận đó quả là một khoảng thời gian quý báu với vô số kinh nghiệm để đời. Năm 1927, Bohm rời Munich để làm việc tại nhà hát ở Darmtadt, nơi ông có thể tự do lựa chọn và dàn dựng các tác phẩm của những nhà soạn nhạc đương thời như Paul Hindemith, Alban Berg,...

#### Thập niên 1930
Năm 1931, Bohm nhận chức giám đốc âm nhạc tại nhà hát opera Hamburg. Tại đây, vào năm 1933, ông đã có dịp gặp gỡ Richard Strauss khi nhà soạn nhạc đến Hamburg để trợ giúp dàn dựng vở opera Arabella. Cuộc gặp gỡ không chỉ là khởi đầu tình bạn lâu dài giữa hai người, mà còn giúp Bohm hiểu biết sâu sắc hơn về âm nhạc của Strauss và cả Mozart, nhạc sĩ mà Strauss rất tôn thờ. Với thành công trong việc trình diễn các tác phẩm của Strauss và Mozart tại Hamburg, danh tiếng của Bohm vang khắp nước Đức. Ông đã có buổi ra mắt tại Vienna Philharmonic vào tháng 4 năm 1933 khi nhạc trưởng Clemens Krauss từ chức.
Năm 1933, ông được bổ nhiệm thay cho Fritz Busch vào vị trí giám đốc âm nhạc tại Saxon State Orchestra, Dresden, một trong những dàn nhạc danh tiếng nhất nước Đức thời đó. Khi ông đến nhậm chức tại Dresden, các ca sĩ và thành viên dàn nhạc không hề có trang phục đồng bộ, điều này gây khó khăn cho khán giả trong việc theo dõi. Sau khi trở thành nhạc trưởng chính, ông ngay lập tức đưa ra một quyết định, rằng tất cả trang phục của các ca sĩ và nhạc công phải được thiết kế và lựa chọn sao cho phù hợp với từng vở diễn. Quyết định đó giúp tăng mức độ chuyên nghiệp, quy củ cũng như danh tiếng của nhà hát và của chính Bohm. Năm 1936, ông được mời làm nhạc trưởng khách mời trong cả năm của Convent Garden tại London. Trong những năm ở Dresden, Bohm ngày một hoàn thiện kỹ năng cũng như kinh nghiệm và trở thành một trong những nhạc trưởng chỉ huy Richard Strauss thành công nhất. Cách ông biểu diễn các tác phẩm của Richard Strauss luôn trung thành với tổng phổ, khí thế nhưng không kém phần nhịp nhàng. Dĩ nhiên, Richard Strauss rất hài lòng về cách thể hiện của Bohm và đã sáng tác tặng riêng cho Bohm vở opera Daphne. Vở opera này được công diễn lần đầu vào ngày 15 tháng 10 năm 1938 tại Dresden dưới sự chỉ huy của chính Bohm.

#### Thập niên 1940
Vốn mang quan điểm ủng hộ chính phủ Quốc xã, nên trong những năm chiến tranh vị thế của Bohm lên rất nhanh. Năm 1941, ông được bổ nhiệm vào vị trí giám đốc âm nhạc tại Vienna State Opera thay cho Hans Knappertsbusch vừa từ chức. Dù vậy, ông chưa bao giờ gia nhập đảng quốc xã hay hành động như một con rối của chính quyền. Ông vẫn trình diễn các tác phẩm của Berg, nhà soạn nhạc gố Do Thái, tổ chức sinh nhật lần thứ 80 cho Richard Strauss sau khi nhà soạn nhạc bỏ sang Anh, cũng như bảo vệ các ca sĩ và nhạc công gốc Do Thái trong dàn nhạc. Sau chiến tranh, cũng như nhiều nhạc trưởng khác ông bị cấm chỉ huy trong vòng 2 năm. Tuy nhiên, Bohm vẫn tham gia biểu diễn nặc danh tại Salzburg, Naples, Vienna cho đến năm 1948, khi ông được phép biểu diễn trở lại

#### Thập niên 1950
Năm 1953, một lần nữa Bohm vượt qua Clemens Krauss để trở lại vị trí giám đốc âm nhạc của Vienna State Opera. Năm 1956, ông chỉ huy vở opera Fidelio của Beethoven nhân ngày khai trương nhà hát mới được xây dựng lại. Buổi diễn này cũng là chủ đề chính trong chương trình truyền hình Tiếng gọi tự do của đài NBC năm đó. Tuy nhiên, sức khỏe của Bohm ngày một xấu đi và ông từ chức tại Vienna vào năm 1956, người thay thế ông chính là Karajan. Sau đó, Bohm chỉ xuất hiện với tư cách nhạc trưởng khách mời. Ông là khách mời thường xuyên của các dàn nhạc và nhà hát lớn trên thế giới như Vienna Philharmonic, Berlin Philharmonic, Philharmonia Orchestra, London Symphony Orchestra. Năm 1957, ông chỉ huy vở opera Don Giovanni của Mozart tại nhà hát Metropolitan, buổi debut của ông tại nhà hát opera lớn nhất thế giới Metropolitan và cũng là buổi diễn mở đầu mùa diễn năm đó.

#### Qua đời
Karl Bohm mất ngày 14 tháng 8 năm 1981 tại Salzburg, Áo.

## Những điểm chính trong sự nghiệp chỉ huy
Thành công trong sự nghiệp của Bohm không chỉ bắt nguồn từ khả năng âm nhạc và chỉ huy thiên bẩm, mà còn ở tính cẩn thận và tỉ mỉ của ông. Phong cách chỉ huy của ông luôn chú trọng, đôi khi hơi thái quá vào sự chính xác đến từng chi tiết. Ông thường xuyên tập luyện với dàn nhạc hàng tháng trời để trau chuốt từng chi tiết nhỏ nhất mà ông phát hiện ra trong kết cấu của tác phẩm qua việc nghiên cứu vô cùng cẩn thận và kỹ lưỡng tổng phổ. Để làm điều đó, ông luôn lặp đi lặp lại nhưng yêu cầu khó khăn đối với dàn nhạc, thậm chí với những lời nói không được thuận tai. Điều này khiến các nhạc công trẻ, ít kinh nghiệm làm việc với Bohm cảm thấy hoang mang và không thể làm việc với ông. Thậm chí ông còn hát cùng với ca sĩ mặc cho điều đó ảnh hưởng tới sức khỏe của mình. Khi trình diễn các tác phẩm opera, đặc biệt là của Mozart, ông còn tự mình kiêm luôn việc thiết kế trang phục cho diễn viên. Cũng vì luôn chú trọng vào các chi tiết, ông luôn chọn biểu diễn ở tốc độ thật chậm để thể hiện rõ nhất các chi tiết mà vẫn không làm mất đi chất thơ và độ trôi chảy của tác phẩm.
Sự nghiệp âm nhạc của Bohm tập trung vào các nhạc sĩ thời cổ điển và lãng mạn. Ông đã thu âm trọn bộ giao hưởng của Beethoven, Brahms, Schubert cũng như các concerto của các tác giả này với những nghệ sĩ như Backhaus hay Pollini, chủ yếu là với hãng đĩa Deutsche Gramophon. Mặt khác, ông cũng chỉ huy các tác phẩm hiện đại rất thành công. Bản thu các tác phẩm của Richard Strauss do ông chỉ huy là một trong những bản thu xuất sắc nhất, chỉ có Rudolf Kempe và Herbert von Karajan mới có thể so sánh được với ông về mặt này. Ông đánh giá rất cao âm nhạc của Alan Berg và thường xuyên chỉ huy các vở opera Lulu hay Woyzeck của Berg trong suốt cuộc đời mình. Bohm chỉ huy cũng Wagner rất thành công. Bản thu Tristan und Ísolde của ông với Nilsson, Windgassen đến nay vẫn được nhiều người nhận định là bản thu xuất sắc nhất cho tác phẩm này. Bộ Ring của Wagner do Borhm dàn dựng cũng là một bản thu để đời, sánh ngang với các nhạc trưởng lớn như Knappertsbusch, Krauss, Karajan, Solti, Kempe hay Furtwangler.
Sự nghiệp cả đời của Bohm là Mozart. Về Mozart, Bohm đã nói: “Tôi đã mất vô cùng nhiều thời gian suy tư về việc làm thế nào để thể hiện Mozart hợp lý và chính xác nhất, hợp với ý tưởng của Mozart nhất. Tôi đã đi đến kết luận rằng Mozart luôn mang đến cho con người mọi cảm xúc, từ kịch tính trong Don Giovanni đến sự tức cười trong Cosi fan tutte, tới nét tươi sáng trong Le nozze di Figaro, nhưng không bao giờ là thái quá. Vì vậy tôi luôn cố gắng thể âm nhạc Mozart ngập tràn cảm xúc nhưng không quá đà.” Cách tiếp cận của Bohm hầu như ngược hẳn với người đồng nghiệp thân thiết, Bruno Walter, cũng là một nhạc trưởng chỉ huy Mozart vĩ đại, người luôn tiếp cận Mozart với những cảm xúc trẻ trung tươi mới của tuổi trẻ. Karl Bohm là người đầu tiên thu âm trọn bộ các giao hưởng của Mozart. Những bản thu âm giao hưởng số 36 - Linz - đến giờ vẫn được coi là tượng đài. Ngoài ra còn các piano concerto với Michelangeli, Pollini, Backhaus hay violin concerto với Menuhin… Những bản thu do Bohm chỉ huy đều là các bản thu mẫu mực. Bản thu Requiem của Mozart mà Bohm chỉ huy Vienna Philharmonic với Schreier, Ludwig, Janowitz, Berry được coi một là là bản thu xuất chúng. Bohm cũng chỉ huy opera của Mozart rất thành công. Ông luôn tôn trọng phong cách Mozart, trẻ trung nhẹ nhàng chứ không quá nặng tính kịch như nhiều nhạc trưởng khác thường thể hiện. Ông đã lên kế hoạch thu âm toàn bộ các vở opera của Mozart, nhưng mới chỉ hoàn thành được 4 vở thì tenor Wunderlich qua đời. Thế là Bohm không bao giờ có dịp hoàn thành kế hoạch đó nữa.

## Vinh danh
Là một nhạc trưởng tài năng và là công dân mẫu mực, Bohm nhận được sự tôn trọng từ phía đồng nghiệp lẫn chính phủ. Năm 1964, để tôn vinh sự nghiệp của Bohm, chính phủ Áo đã trao cho ông huân chương danh dự. Còn tại Đức, tượng của ông được đặt trang trọng trong nhà hát opera Berlin. Rất nhiều dàn nhạc lớn đã tôn vinh ông là nhạc trưởng và thành viên danh dự. 